# (10068) Dodoens
(10068) Dodoens ist ein Asteroid des Hauptgürtels, der am 4. Februar 1989 vom belgischen Astronomen Eric Walter Elst am La-Silla-Observatorium (IAU-Code 809) der Europäischen Südsternwarte in Chile entdeckt wurde.
Der Asteroid wurde am 28. Juli 1999 nach dem flämischen Botaniker und Arzt Rembert Dodoens (1516–1585) benannt, der im späten 16. Jahrhundert wegweisende Arbeiten über die Einteilung der Gewächse in Gruppen und Familien verfasste.